# Odontopyge arrogans
Odontopyge arrogans är en mångfotingart som först beskrevs av Carl Graf Attems 1935.  Odontopyge arrogans ingår i släktet Odontopyge och familjen Odontopygidae. Inga underarter finns listade i Catalogue of Life.